# 蟲毛蘚
蟲毛蘚（学名：Boulaya mittenii）为羽蘚科蟲毛蘚屬下的一个种。